# Carl Raddatz
Pour les articles homonymes, voir Raddatz.
Carl Raddatz, né le 13 mars 1912 à Mannheim et mort le 19 mai 2004  à Berlin est un acteur de théâtre et de cinéma allemand.

## Biographie
Carl Raddatz suit des cours de théâtre à Mannheim, puis entre au Nationaltheater de Mannheim, grâce à l'intermédiaire de Willy Birgel. Il joue ensuite à Aix-la-Chapelle, Darmstadt et Brème.
Il devient acteur de la Universum Film AG à Potsdam-Babelsberg en 1937 pour le film Urlaub an Ehrenwolf. On peut remarquer de cette période ses rôles dans les films Zwölf Minuten nach Zwölf (1939), Zwielicht (1940), Heimkehr (1941) et Stukas (1941). Il joue aussi dans Lac aux chimères (Immensee) en 1943 et le rôle principal d'Albrecht dans Offrande au bien-aimé (Opfergang). Le premier film paraissant après la guerre (tourné en 1944-1945) et présenté en juillet 1946 au festival de Locarno Unter den Brücken de Helmut Käutner rencontre un certain succès. Il joue régulièrement ensuite pendant les années 1950-1960, avant de se tourner vers la télévision. Le public l'apprécie particulièrement dans Rosen im Herbst (1955), Nach der Entscheidung (1956) de Falk Harnack et Made in Germany (1957). Il apparaît pour la dernière fois au cinéma dans un film d'Alfred Vohrer en 1975 d'après le roman de Hans Fallada Jeder stirbt für sich allein qui se passe à Berlin dans les années 1940, avec Hildegard Knef.
Carl Raddatz a été décoré de la croix d'officier de l'ordre du Mérite de la République fédérale d'Allemagne en 1972 et a reçu la Filmband in Gold en 1979 pour toute sa carrière.  
Il meurt en 2004, et est inhumé au St.-Annen-Kirchhof – Dalhem à Berlin.  

## Filmographie
- 1938: Liebelei und Liebe
- 1938: Urlaub auf Ehrenwort
- 1938: Verklungene Melodie
- 1939: Befreite Hände
- 1939: Silvesternacht am Alexanderplatz
- 1939: Wir tanzen um die Welt
- 1939: Zwölf Minuten nach zwölf
- 1940: Golowin geht durch die Stadt
- 1940: Wunschkonzert
- 1940: Zwielicht
- 1941: Heimkehr
- 1941: Stukas
- 1941: Über alles in der Welt
- 1942: Der 5. Juni
- 1943: Immensee
- 1944: Das war mein Leben
- 1944: Eine Frau für drei Tage
- 1944: Opfergang
- 1945: Unter den Brücken
- 1945: Die Schenke zur ewigen Liebe
- 1947: In jenen Tagen
- 1947: Und finden dereinst wir uns wieder (narrateur)
- 1949: Wohin die Züge fahren
- 1950: Der Schatten des Herrn Monitor